# Spedizione di Shirley nella Costa d'Oro
La spedizione di Shirley nella Costa d'Oro del 1781 fu parte della strategia offensiva studiata dagli inglesi nell'ambito della loro guerra contro la Repubblica Olandese. Il capitano Thomas Shirley della Royal Navy guidò la spedizione, comandando la HMS Leander e diversi trasporti con a bordo due piccoli reggimenti di truppe reclutate indipendentemente al comando del capitano Kenneth Mackenzie del 78th Foot.

## La guerra

### La battaglia di Elmina
La spedizione salpò sul finire del 1781, e giunse sulle coste dell'Africa nel gennaio del 1782. Seguendo gli ordini ricevuti, Shirley dapprima si fermò all'avamposto inglese del Castello di Cape Coast il 5 febbraio, dove pianificò di conquistare il Castello di Elmina, tenuto dagli olandesi, via terra, mentre la Leander avrebbe fatto un attacco diversivo al Castello di Santiago. La spedizione giunse ad Elmina il 15 febbraio, ma le onde alte impedirono ai 500 uomini di sbarcare sino al 18 febbraio, e venti contrari impedirono alla Leander di avvicinarsi abbastanza alla riva da sbarcare i cannoni sino al 20 febbraio. In quel giorno, Shirley diede il segnale convenuto dando inizio all'attacco ed aprì il fuoco anche su Santiago poco dopo mezzogiorno. La nave ed il forte si scambiarono cannonate fino a sera, e ripresero il mattino successivo, quando ebbe inizio lo sbarco via terra al castello di Elmina. Il fuoco sui due forti venne diretto dalle forze di Mackenzie. Dopo che divenne ormai chiaro che l'attacco era fallito, Shirley cessò il fuoco alle 11:30.

### Altri forti nella Costa d'Oro
Nelle settimane successive, la spedizione si rivolse con successo ad altri forti olandesi lungo la Costa d'Oro, i quali caddero senza eccessiva resistenza: Moree (Fort Nassau - 20 cannoni), Kormantin (Courmantyne o Fort Amsterdam - 32 cannoni), Apam (Fort Lijdzaamheid o Fort Patience - 22 cannoni), Senya Beraku (Fort Goede Hoop - 18 cannoni), ed Accra (Fort Crêvecoeur - 32 cannoni).
Lasciando in loco delle guarnigioni con del personale proveniente da Cape Coast, Shirley salpò quindi verso le Indie occidentali. Nei pressi della costa africana, all'altezza dell'attuale Senegal, riuscì a catturare ed a distruggere una nave mercantile francese, la Officeuse, collezionando un bottino che venne valutato in 30 000 sterline prima di riattraversare l'Atlantico per unirsi alla flotta inglese delle Indie occidentali.
Shirley inviò due dispacci in patria. Uno a bordo dello sloop Ulysses, al comando del capitano Frodsham. La fregata francese Fée catturò la Ulysses e la portò a Brest, ma non prima che il suo capitano avesse modo di gettare fuori bordo i dispacci che trasportava. Il primo tenente di Shirley, mr. Van Court, prese il comando del secondo trasporto, la Mackerel, che trasportava i governatori olandesi dei forti in Europa.